# Myrcianthes lanosa
Myrcianthes lanosa är en myrtenväxtart som beskrevs av Mcvaugh. Myrcianthes lanosa ingår i släktet Myrcianthes och familjen myrtenväxter. Inga underarter finns listade i Catalogue of Life.